# Весёлая Поляна (Амурская область)
Весёлая Поляна — упразднённый посёлок в Магдагачинском районе Амурской области России.

## География
Урочище находится в центральной части Амурской области, на расстоянии примерно 43 километров (по прямой) к юго-востоку от посёлка городского типа Магдагачи, административного центра района. Абсолютная высота — 316 метров над уровнем моря.

## История
По данным 1926 года в посёлке имелось 21 хозяйство крестьянского типа и проживало 102 человека (53 мужчины и 49 женщин). В национальном составе населения преобладали белорусы. В административном отношении Весёлая Поляна входила в состав Ново-Покровского сельсовета Тыгдинского района Зейского округа Дальневосточного края.